# Rodney Skinner
Rodney Skinner er en fiktiv person fra filmen Det hemmelighedsfulde selskab. Skinner er fuldstændig usynlig, men for at gøre sig synlig bruger han hvid sminke, jakke, handsker og hat. Skinner stjal formelen der kunne gøre folk usynlige, fra Hawley Griffin. 
I Det hemmelighedsfulde selskab stoler de andre medlemmer ikke helt på Skinner i starten. De finder senere ud af at Skinner er fulgt med Dorian Gray og udspionerer dem. Senere tog Skinner sig af en af de vanskeligste opgaver. Nemlig at anbringe bomber i fjendes hovedkvarter. Skinner var ved at dø da han reddede Tom Sawyer fra døden. 
Rodney Skinner spilles af Tony Curran.